# 永平郡
永平郡，中国东晋时设置的郡。
东晋升平五年（361年）置，治所在安沂县（今广西壮族自治区岑溪市西北）。辖境相当今广西壮族自治区岑溪、藤县等市县一带。南朝齐时移郡治夫宁县（今藤县东北、北流江东岸）。隋朝开皇初年废。大业初年，复改藤州为永平郡，治所在永平县（今藤县东北、北流江东岸）。唐朝武德四年（621年）复为藤州。